# Adrijana
Adrijana je žensko osebno ime.

## Izvor imena
Ime Adrijana izhaja iz latinskega imena Adriana z nekdanjim pomenom »izhajajoča iz mesta Adria; adrijanska«.

## Različice imena
- moške različice imena: Adrian, Adrijan, Adriano, Adrijano, Hadrijan, Jadran, Jadranko
- ženske različice imena: Adriana, Adriane, Adrianka, Adrijanca, Adrijanka, Jadrana, Jadranka

## Tujejezikovne različice imena
- pri Angležih, Francozih, Nemcih: Adrianne
- pri Madžarih: Adrienn
- pri Špancih: Adriana

## Pogostost imena
Po podatkih Statističnega urada Republike Slovenije je bilo na dan 31. decembra 2007 v Sloveniji število ženskih oseb z imenom Adrijana: 890. Med vsemi ženskimi imeni pa je ime Adrijana po pogostosti uporabe uvrščeno na 193. mesto.

## Osebni praznik
Adriana goduje skupaj z Adrijanom. V koledarju so 9. januarja, (Hadrijan, Adrijan, angleški opat, † 9.jan. 710), 5. marca, Hadrijan Nikomedijski, maloazijski mučenec, † 5.mar. okoli leta 303) in 8. julija, Papež Hadrijan III., † 8.julija 885).

## Zanimivost
Adria je italijansko mesto oddaljeno približno 120 km jugovzhodno od Ancone. Druga Adria je na področju Benetk in po njej je Jadransko morje dobilo svoje ime.